# Remo nos Jogos Pan-Americanos de 1987
As competições de remo nos Jogos Pan-Americanos de 1987 foram realizadas em Indianápolis, Estados Unidos. Esta foi a décima edição do esporte nos Jogos Pan-Americanos, tendo sido disputada entre homens e entre mulheres.

## Masculino
| Evento                           | Ouro                                                              | Prata                                                                  | Bronze                               |
| -------------------------------- | ----------------------------------------------------------------- | ---------------------------------------------------------------------- | ------------------------------------ |
| Skiff simples detalhes           | Jesús Posse (URU)                                                 | Joaquín Gómez (MEX)                                                    | Elexey Marrero (CUB)                 |
| Skiff duplo detalhes             | United States of America (USA)                                    | Chile (CHI)                                                            | Argentina (ARG)                      |
| Skiff simples peso leve detalhes | Sergio Fernández (ARG)                                            | Juan Felix (PUR)                                                       | Don Dickison (CAN)                   |
| Skiff duplo peso leve detalhes   | Brian Thome & John Murphy (CAN)                                   | Jorge Lamo & Federico Querin (ARG)                                     | Robert Dreher & Michael Dreher (USA) |
| Dois sem detalhes                | Ronaldo Esteves de Carvalho e Ricardo Esteves de Carvalho (BRA)   | Jami Schatter & Darcel Benhout (CAN)                                   | Daniel Scurt & Caludio Aguilla (ARG) |
| Dois sem peso leve detalhes      | ARG Argentina                                                     | CAN Canadá                                                             | BRA Brasil                           |
| Quatro sem detalhes              | CUB Cuba                                                          | USA Estados Unidos Dan Gehn Wis Brian Colgan John Strobeck Scott Erwin | CAN Canadá                           |
| Quatro sem peso leve detalhes    | USA Estados Unidos Dan McGill Russel Lane Donald Tower Eric Rosow | MEX México                                                             | CAN Canadá                           |
| Oito com detalhes                | USA Estados Unidos                                                | BRA Brasil                                                             | CAN Canadá                           |

## Feminino
| Event                            | Ouro                             | Prata                              | Bronze                              |
| -------------------------------- | -------------------------------- | ---------------------------------- | ----------------------------------- |
| Skiff simples detalhes           | Silken Laumann (CAN)             | Gretchen Weimer (USA)              | Martha García (MEX)                 |
| Skiff duplo detalhes             | Martha García & Ana Gamble (MEX) | Jennie Marshall & Holly Kays (USA) | Karen Ashford & Connie Delise (CAN) |
| Dois sem detalhes                | CAN Canadá                       | USA Estados Unidos                 | CUB Cuba                            |
| Skiff simples peso leve detalhes | Michele Murphy (CAN)             | Merri Lisa Trigilo (USA)           | Verónica Schreiber (MEX)            |
| Skiff duplo peso leve detalhes   | USA Estados Unidos               | CAN Canadá                         | MEX México                          |
| Dois sem peso leve detalhes      | USA Estados Unidos               | CAN Canadá                         | CUB Cuba                            |

## Ligação externa
- Jogos Pan-Americanos de 1987